# Rogas meridianus
Rogas meridianus är en stekelart som först beskrevs av Szepligeti 1914.  Rogas meridianus ingår i släktet Rogas och familjen bracksteklar. Inga underarter finns listade i Catalogue of Life.